# Strandtågssäckmal
Strandtågssäckmal, Coleophora maritimella, är en fjärilsart som beskrevs av Edward Newman 1873. Strandtågssäckmal ingår i släktet Coleophora, och familjen säckmalar, Coleophoridae. Enligt den svenska rödlistan är arten nära hotad, NT, i Sverige. Sverige. Strandtågssäckmal upptäcktes ny för Sverige 1999 i Maglehem, Skåne. Det fyndet bedömdes som tillfälligt. 2001 hittades den i Småland, där det har visat sig finnas ett bestånd på Svinö i Kalmarsund. Den är även funnen på Öland. Arten finns i Danmark där den inte är rödlistad. Annars har arten främst en västeuropeisk utbredning men den finns ner till Medelhavet och i sydöst till Bulgarien och Grekland. Den är dessutom känd från Iran. Troligen finns fjärilen också söder om Medelhavet. Inga underarter finns listade i Catalogue of Life.